# ليو بورمستر
ليو بورمستر (بالإنجليزية: Leo Burmester)‏ مواليد 1 فبراير 1944 في لويفيل، الولايات المتحدة - الوفاة 28 يونيو 2007 في نيويورك، هو ممثل أمريكي.

## الأعمال
- أخبار الإذاعة
- الإغراء الأخير للسيد المسيح
- محامي الشيطان
- عصابات نيويورك
- أسطورة زورو

## روابط خارجية
- ليو بورمستر على موقع IMDb (الإنجليزية)
- ليو بورمستر على موقع ألو سيني (الفرنسية)
- ليو بورمستر على موقع ميوزك برينز (الإنجليزية)
- ليو بورمستر على موقع أول موفي (الإنجليزية)
- ليو بورمستر على موقع قاعدة بيانات برودواي على الإنترنت (الإنجليزية)
- ليو بورمستر على موقع قاعدة بيانات الأفلام السويدية (السويدية)
- ليو بورمستر على موقع ديسكوغز (الإنجليزية)
- ليو بورمستر على موقع قاعدة بيانات الفيلم (الإنجليزية)
- ليو بورمستر على موقع كينوبويسك (الروسية)